# Maghadena radama
Maghadena radama är en fjärilsart som beskrevs av Pierre E.L. Viette 1962. Maghadena radama ingår i släktet Maghadena och familjen nattflyn. Inga underarter finns listade i Catalogue of Life.